# Fuerte de Santa Elena
El fuerte de Santa Elena es una enorme estructura militar situada en el municipio oscense de Biescas en el valle de Tena en la orilla izquierda del río Gállego sobre el monte Santa Elena dominando la carretera A-136 y el paso a Francia por el Portalet.
Su construcción se inició en la época de Felipe II como parte del sistema defensivo de la frontera con Francia y fue ampliado en la época de Carlos III. Durante la Guerra de la Independencia fue parcialmente destruido y se  reconstruyó entre 1884 y 1889 a la vez que el Fuerte de Rapitán y el Fuerte de Coll de Ladrones.  En 1905 se  reconstruye una vez más y desde 1926 se usa para fines civiles. En 1937, durante la Batalla de Sabiñánigo, ante el avance republicano, el comandante Cabrerizo, al mando de tropas nacionales, se refugia en el fuerte. Se inicia así la “Bolsa del Valle de Tena” donde unos 350 soldados nacionales y 1500 civiles resistieron durante meses el sitio republicano con una comunicación casi inexistente con el resto del ejército nacional. En 2004 fue vendido por el Ministerio de Defensa a un inversor privado, Corporación Aragonesa Grupo Octopus
Estaba bajo la protección de la Declaración genérica del Decreto de 22 de abril de 1949, y la Ley 16/1985 sobre el Patrimonio Histórico Español hasta que en 2006 fue catalogado como Bien de Interés Cultural.

## Enlaces de interés
- Wikimedia Commons alberga una categoría multimedia sobre Fuerte de Santa Elena.
- Fuerte de Santa Elena en CastillosNet.
- Huesca la magia
- Video del fuerte
- Patrimonio cultural de Aragón
- biescas.es
- la ruta de Santa Elena en Biescas

- Datos: Q28502504
- Multimedia: Fuerte de Santa Elena (Biescas) / Q28502504